# سیارک ۴۸۴۶
سیارک ۴۸۴۶ (به انگلیسی: 4846 Tuthmosis، نامگذاری:6575P-L) چهار هزار و هشتصد و چهل و ششمین سیارک کشف شده‌است که در ۲۴ سپتامبر ۱۹۶۰ کشف شد.
قدر مطلق سیارک برابر ۱۲٫۱۰ است.